# Sharaph Coulibaly
Pour les articles homonymes, voir Coulibaly.
 (juillet 2025).
La mise en forme du texte ne suit pas les recommandations de Wikipédia : il faut le « wikifier ».
Les points d'amélioration suivants sont les cas les plus fréquents :
- Les titres sont pré-formatés par le logiciel. Ils ne sont ni en capitales, ni en gras.
- Le texte ne doit pas être écrit en capitales (les noms de famille non plus), ni en gras, ni en italique, ni en « petit »…
- Le gras n'est utilisé que pour surligner le titre de l'article dans l'introduction, une seule fois.
- L'italique est rarement utilisé : mots en langue étrangère, titres d'œuvres, noms de bateaux, etc.
- Les citations ne sont pas en italique mais en corps de texte normal. Elles sont entourées par des guillemets français : « et ».
- Les listes à puces sont à éviter, des paragraphes rédigés étant largement préférés. Les tableaux sont à réserver à la présentation de données structurées (résultats, etc.).
- Les appels de note de bas de page (petits chiffres en exposant, introduits par l'outil «  Source ») sont à placer entre la fin de phrase et le point final[comme ça].
- Les liens internes (vers d'autres articles de Wikipédia) sont à choisir avec parcimonie. Créez des liens vers des articles approfondissant le sujet. Les termes génériques sans rapport avec le sujet sont à éviter, ainsi que les répétitions de liens vers un même terme.
- Les liens externes sont à placer uniquement dans une section « Liens externes », à la fin de l'article. Ces liens sont à choisir avec parcimonie suivant les règles définies. Si un lien sert de source à l'article, son insertion dans le texte est à faire par les notes de bas de page.
- La présentation des références doit suivre les conventions bibliographiques. Il est recommandé d'utiliser les modèles {{Ouvrage}}, {{Chapitre}}, {{Article}}, {{Lien web}} et/ou {{Bibliographie}}. Le mode d'édition visuel peut mettre en forme automatiquement les références.
- Insérer une infobox (cadre d'informations à droite) n'est pas obligatoire pour parachever la mise en page.

Pour une aide détaillée, merci de consulter Aide:Wikification.
Si vous pensez que ces points ont été résolus, vous pouvez retirer ce bandeau et améliorer la mise en forme d'un autre article.
Sharaph Coulibaly, de son nom à l’état civil Oumar Coulibaly, est un chanteur-auteur-compositeur et musicien de reggae burkinabè. Il est aussi journaliste reporter d’images et réalisateur. Il est reconnu pour son engagement social et son style musical mêlant reggae roots et influences traditionnelles du Burkina Faso.
Il chante en dioula, français et anglais.

## Biographie
Issu d’une famille de mélomanes, Sharaph Coulibaly nait à Bobo-Dioulasso, la capitale économique et culturelle du Burkina Faso. Il a été influencé dès son enfance par son père musicien guitariste, Alassane Coulibaly, qui a fait les beaux jours de l'orchestre Echo Volta (groupe musical mythique des années 1970 au Burkina Faso) puis de l’Orchestre de la Gendarmerie Nationale du Burkina. Il a su transmettre son immense talent à sa lignée qui se trouve dignement honorée par l’émergence d’un de ses fils : Sharaph Coulibaly.
A l’image de son géniteur, Sharaph Coulibaly s’engage alors dès 1991 dans la formation musicale des enfants de l’orchestre de la Gendarmerie Nationale du Burkina.
Avec cet orchestre des pandores, il se donne une capacité en interprétation et cultive son expérience musicale avant d’enregistrer sa première prémaquette grâce à laquelle il passe dans des émissions de Télévision dont « Les Bons Dimanches » de la Télévision Nationale du Burkina Faso (Radiodiffusion-Télévision du Burkina). Mais il s'est beaucoup perfectionné au contact de son oncle Tidiane Coulibaly, excellent chanteur burkinabè des années 1970 
Très touché en 1998 par le décès de son père, Sharaph décide de partir à Abidjan en Côte d’Ivoire où il espère, d’une part, se trouver un espace de tranquillité et de méditation et, d’autre part, se donner plus de capacité dans le genre Reggae.
A Abidjan, Sharaph intègre dès son arrivée le groupe Amako de Koumassi. Il forme après, avec quelques amis, le groupe Wise Men. Le groupe Wise Men et Sharaph impressionnent à chacune de leurs apparitions. Ils se font inviter lors de la fête de la Musique en 2002 où ils partagent la même scène que certains artistes ivoiriens de renoms.
Sharaph et les Wise Men vont arborer les scènes de plusieurs festivals notamment le Festival Reggae de Koumassi et le MASA (Marché Africain des Arts et du Spectacle d’Abidjan) où ils rencontrent d’ailleurs une très grande ovation .
Parallèlement à sa carrière musicale, il exerce en tant que journaliste reporter d’images (JRI) et réalisateur. il est également formateur en Mobile Journalisme (MOJO) et en JRI. 
Son court-métrage documentaire La problématique du logement décent au Burkina Faso a été récompensé lors du concours de film scientifique " Mils d’or " en 2019. Ce film, salué pour sa pertinence thématique, sa créativité et son caractère scientifique, met en lumière les difficultés liées aux zones d’habitat spontané à Ouagadougou et dans d’autres villes burkinabè, notamment l’insécurité, la promiscuité et le manque d’équipements de base.

## Carrière musicale
Sharaph Coulibaly s’est imposé sur la scène reggae burkinabè et africaine grâce à un style unique mêlant tam-tams mossi, envolées dioula et métaphores proverbiales.
Il est directeur artistique de Mali Festi Reggae.
En 2025, il remporte deux distinctions lors de la 12e édition des Marley d’Or qui s'est tenu le 10 mai 2025 à Ouagadougou: le Marley d’Or et le Marley du meilleur concert. En 2019, il avait déjà remporté le Marley du meilleur concert.
En 2007, Sharaph a été contacté par les Productions du Nahouri (actuel Sud Emblèmes) pour intégrer la Coalition Intègre du Burkina Faso, constituée de vedettes ténors de la scène Reggae du Burkina Faso. Avec ce groupe et leurs complice du grand projet d’échange artistique France – Burkina, le Collectif Shi Fu Mi Temple de France, ils entreprennent une tournée de concerts à travers le Burkina Faso en mars- avril 2008. Sharaph grandit musicalement dans ce "crew" qui effectue une tournée de 10 dates dans la région de la Vendée (Pays de la Loire) entre novembre et décembre 2010 en France.
En debut 2025, Sharaph Coulibaly lance son deuxième album Bɛn (Union), riche de neuf (9) titres. Bɛn évoque l'amour, l'union, la cohésion aussi bien dans les familles que dans toutes les nations africaines et dans le monde.

### Thèmes et influences
Ses chansons abordent les luttes sociales, les injustices et la résistance et appelle à la vigilance face aux ma,nipulations qui divisent les peuples poursuivant la tradition des reggaemakers comme Bob Marley, Alpha Blondy, Lucky Dube, Zedess et Wango Roger.
Dans son dernier album « Bɛn », il reprend majestueusement le titre « Les Vautours » de Abdoulaye Cissé, un des doyens de la musique moderne burkinabè.

### Projets
Il promeut actuellement son album Bɛn, prépare un nouvel opus, et vise à étendre sa carrière à l’international, notamment en Europe et en Afrique de l’Ouest.

### Engagement
Sharaph Coulibaly encourage les mélomanes burkinabè à soutenir les artistes locaux pour valoriser la musique nationale et favoriser l’émergence de nouvelles stars.

## Discographie
2006 : Concertation 
2024 : Bɛn

## Filmographie
La problématique du logement décent au Burkina Faso (film documentaire)